# Nicolaas Dirk van Leeuwen
Dr. Nicolaas Dirk van Leeuwen (Sloten, 13 januari 1881 – Amsterdam, 9 maart 1961) was predikant en speelde een rol in de nasleep van de kwestie-Geelkerken.

## Familie
Van Leeuwen was een zoon van de slager Casper Isaac van Leeuwen en Johanna Elisabeth Veen. Hij trouwde in 1911 met Taetske Terpstra (1880-1961), dochter van Broer Terpstra (1850-1901), kruidenier, en diens eerste vrouw Fenna Bonninga Hoeksema (1850-1897). Zij kregen vier kinderen van wie drie levenloos geboren werden.

## Biografie
Van Leeuwen studeerde vanaf 1904 theologie aan de Vrije Universiteit. Hij promoveerde in 1920 bij prof. dr. C. van Gelderen (1872-1945) op Het Bijbelsch-Akkadisch-Schumerisch zondvloedverhaal. Hij was gereformeerd predikant te Murmerwoude 1911-1920 en daarna in Harkema-Opeinde 1920-1927, daarna gereformeerd predikant (in hersteld verband) in Harkema-Opeinde 1927 en Leeuwarden 1929-1931. Tot slot was hij Nederlands-Hervormd predikant in Holysloot 1931-1951 waar hij na het vieren van zijn veertigjarig ambtsjubileum in 1951 met emeritaat ging. In januari 1961 vierde hij zijn tachtigste verjaardag en het feit dat hij 50 jaar eerder in het predikambt werd bevestigd.
Na de uitspraak van de buitengewone generale synode van Assen (1926) in de zaak-Geelkerken publiceerde hij onder pseudoniem Voxesylvis (Stem uit de - Friese - Wouden) de brochure Om der waarheid wil. De zaak-Geelkerken betrof het al dan niet anders dan letterlijk mogen nemen van het verhaal van de zondeval, waarbij met name het zintuiglijk waarneembaar spreken van de slang het omstreden punt was. De synode van Assen sprak uit dat alleen het letterlijk nemen ervan juist was en schorste Geelkerken en nog enkele predikanten. Die sloten zich aaneen tot de Gereformeerde Kerken in Hersteld Verband. Van Leeuwen betoogde in zijn brochure dat de details en het al dan niet letterlijk moeten nemen van het verhaal van de zondeval, onmogelijk konden worden vastgesteld en dat met de slang de satan bedoeld kon zijn. Dientengevolge kon een opvatting als die van Geelkerken dan ook niet als ketters worden aangemerkt. Hierna diende hij bij de voortgezette Synode van Assen ook formeel een bezwaarschrift (gravamen) in tegen onder andere de uitspraak in de zaak-Geelkerken. De synode wees zijn bezwaar af en zag reden voor verder onderzoek naar de opvattingen van Van Leeuwen. Deze taak droeg zij op aan de classis Drachten, waar zijn gemeente Harkema-Opeinde toe behoorde. De classis besloot in januari 1927 om hem te schorsen. Nadat Van Leeuwen beloofd had dat hij voortaan zou zwijgen over zijn visie op het letterlijk gebeurd zijn van de zondeval, werd in mei 1927 zijn schorsing opgeheven door de classis. Enkele leden van zijn gemeente waren het hier niet mee eens en gingen in beroep tegen de opheffing. De Synode van Groningen (1927) oordeelde dat de afwijkende opvatting van Van Leeuwen ontoelaatbaar was, waarop de classis Drachten hem afzette. Van Leeuwen sloot zich daarop met een deel van zijn gemeente aan bij de Gereformeerde Kerken in Hersteld Verband.
Na moeilijkheden met de kerk van Leeuwarden ging hij in 1931 over tot de Nederlands-Hervormde kerk die hij tot 1951 diende in Holysloot.
Intussen had in oorlogstijd de NSB-burgemeester van Amsterdam hem nog het hoogleraarschap oudtestamentische talen aangeboden nadat prof. J.L. Palache (1886-1944) was afgevoerd naar Theresiënstadt en Auschwitz waar hij met zijn echtgenote werd vermoord. Van Leeuwen sloeg dit aanbod af.